# 本立寺 (豊島区)
本立寺（ほんりゅうじ）は、東京都豊島区にある日蓮宗の寺院。

## 概要

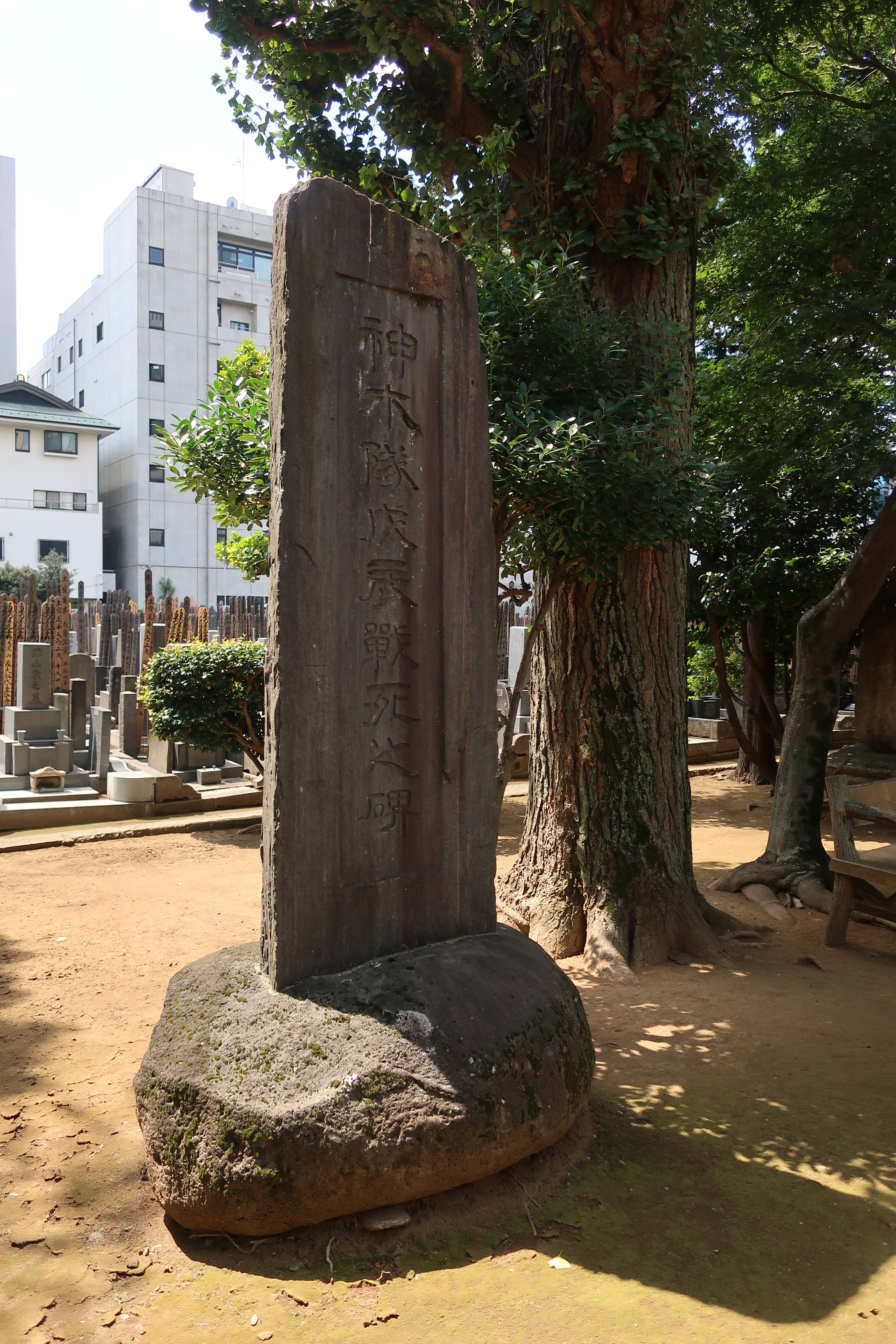
神木隊戊辰戦死之碑

1618年（元和4年）、善了院日詠によって開山された。
江戸時代中期に姫路藩藩主榊原政邦の生母だった延寿院の帰依があり、以降榊原家の奥方の菩提寺となった。
境内には、吉原の遊女六代目高尾太夫の墓がある。高尾太夫は姫路藩主榊原政岑に溺愛され、1800両で身請けされることになった。しかし、奢侈を禁止していた当時の将軍徳川吉宗の怒りを買い、政岑は強制隠居、榊原家も越後国高田藩に懲罰的転封の処分を受けた。政岑と高尾太夫は転封先の高田に移り住んだが、まもなく政岑は死去した。高尾太夫は出家して政岑の菩提を弔った。その後、江戸に来て当寺で余生を送ったという。
また「神木隊戊辰戦死之碑」もある。神木隊は高田藩から脱藩した幕府派の旧藩士によって構成された部隊で、上野戦争や箱館戦争で戦った。この慰霊碑には、戦死した26名の隊員の氏名が刻まれている。

## 交通アクセス
- 東池袋駅より徒歩6分。